# Paronychia andina
Paronychia andina là loài thực vật có hoa thuộc họ Cẩm chướng. Loài này được A. Gray mô tả khoa học đầu tiên năm 1854.